# Podejrzany (film 1987)
Podejrzany (ang. Suspect) – amerykański dramat sądowy z 1987 roku w reżyserii Petera Yatesa. Zdjęcia nakręcono w Toronto i Waszyngtonie.

## Opis fabuły
Carl Anderson (Liam Neeson), bezdomny włóczęga, weteran z Wietnamu, zostaje oskarżony o morderstwo sekretarki prokuratora generalnego. Na jego obrońcę zostaje wyznaczona młoda prawniczka, Kathleen Riley, chce udowodnić niewinność oskarżonego. Pomaga jej w tym, wbrew prawu, Eddie Sanger, sędzia przysięgły i senator. Odkrywają razem wielką aferę, w którą, jak się okazuje są zamieszani, m.in. politycy rządowi.

## Obsada
- Liam Neeson jako Carl Wayne Anderson
- Cher jako mecenas Kathleen Riley
- Dennis Quaid jako Eddie Sanger
- Joe Mantegna jako Charlie Stella
- John Mahoney jako Matthew Helms
- Fred Melamed jako Morty Rosenthal
- Philip Bosco jako Paul Gray
- Bill Cobbs jako Judge Franklin

i inni